# Mistrzostwa Polski Seniorów w Lekkoatletyce 1928
9. Mistrzostwa Polski Seniorów w Lekkoatletyce – zawody, które rozgrywane były w Warszawie w Parku Sobieskiego (obecnie Park Agrykola) w dniach 31 sierpnia – 2 września 1928 roku. Siódme mistrzostwa kobiet odbyły się w Krakowie na dawnym stadionie Wisły w dniach 1–2 września.

## Rezultaty
| NR – rekord Polski \| NL – najlepszy wynik w Polsce w sezonie \| SB – najlepszy wynik w sezonie \| PB – rekord życiowy |

### Mężczyźni
| Konkurencja:               | 1. miejsce                                                                          | Rezultat | 2. miejsce                                                                              | Rezultat | 3. miejsce                                                                                | Rezultat |
| Bieg na 100 m              | Aleksander Szenajch Warszawianka                                                    | 11,0     | Stefan Sikorski Polonia Warszawa                                                        | o 2 m    | Eugeniusz Hrynkiewicz ŁKS Łódź                                                            |          |
| Bieg na 200 m              | Aleksander Szenajch Warszawianka                                                    | 22,6     | Zygmunt Weiss AZS Warszawa                                                              | 22,8     | Stefan Gniech 3 psap Wilno                                                                | 23,0     |
| Bieg na 400 m              | Klemens Biniakowski Polonia Bydgoszcz                                               | 50,4     | Stefan Kostrzewski AZS Warszawa                                                         | 51,3     | Zygmunt Weiss AZS Warszawa                                                                | 52,0     |
| Bieg na 800 m              | Stefan Kostrzewski AZS Warszawa                                                     | 1:57,6   | Feliks Malanowski AZS Warszawa                                                          | 2:00,0   | Antoni Maszewski Polonia Warszawa                                                         |          |
| Bieg na 1500 m             | Feliks Malanowski AZS Warszawa                                                      | 4:10,4   | Kazimierz Kuźmicki ZMW Białystok                                                        | 4:22,0   | Lucjan Wieczorek Polonia Warszawa                                                         | 4:24,0   |
| Bieg na 5000 m             | Janusz Kusociński Warszawianka                                                      | 15:41,0  | Marian Sarnacki Warszawianka                                                            | 16:07,0  | Stefan Szelestowski Polonia Warszawa                                                      | 16:11,0  |
| Bieg na 10 000 m           | Marian Sarnacki Warszawianka                                                        | 33:10,8  | Stefan Szelestowski Polonia Warszawa                                                    | 33:25,4  | Zdzisław Motyka AZS Kraków                                                                | 34:18,6  |
| Bieg na 110 m przez płotki | Wojciech Trojanowski AZS Warszawa                                                   | 15,8     | Stefan Kostrzewski AZS Warszawa                                                         | 15,9     | Stefan Nowosielski Cracovia                                                               | (16,3)   |
| Bieg na 400 m przez płotki | Stefan Kostrzewski AZS Warszawa                                                     | 57,4     | Kazimierz Drozdowski Cracovia                                                           | 58,8     | Feliks Malanowski AZS Warszawa                                                            | 59,5     |
| Sztafeta 4 × 100 m         | Warszawianka Aleksander Mentrak Wacław Fijałkowski Feliks Żuber Aleksander Szenajch | 45,6     | Cracovia Stanisław Buchała Zbigniew Skolicki Artur Irblich Stefan Nowosielski           | 46,4     | Polonia Warszawa Kazimierz Kalinowski Wincenty Fryszczyn Antoni Maszewski Stefan Sikorski | 46,8     |
| Sztafeta 4 × 400 m         | AZS Warszawa Stefan Kostrzewski Józef Jaworski Feliks Malanowski Zygmunt Weiss      | 3:31,6   | Polonia Warszawa Stanisław Nowakowski Antoni Cejzik Józef Korolkiewicz Antoni Maszewski | 3:33,0   | Warszawianka Adam Bowbelski Czesław Foryś Henryk Maćkowiak Feliks Żuber                   | 3:34,2   |
| Skok wzwyż                 | Czesław Mierzejewski AZS Warszawa                                                   | 1,65     | Wincenty Fryszczyn Polonia Warszawa                                                     | 1,65     | Stefan Majtkowski Sokół Bydgoszcz                                                         | 1,65     |
| Skok o tyczce              | Stefan Adamczak AZS Warszawa                                                        | 3,54     | Jan Wieczorek 3 psap Wilno                                                              | 3,49     | Stefan Majtkowski Sokół Bydgoszcz                                                         | 3,38     |
| Skok w dal                 | Zdzisław Nowak AZS Kraków                                                           | 6,985    | Stefan Sikorski Polonia Warszawa                                                        | 6,87     | Stefan Nowosielski Cracovia                                                               | 6,50     |
| Trójskok                   | Stefan Sikorski Polonia Warszawa                                                    | 13,82    | Stefan Nowosielski Cracovia                                                             | 13,08    | Antoni Cejzik Polonia Warszawa                                                            | 13,015   |
| Pchnięcie kulą             | Zygmunt Heljasz Warta Poznań                                                        | 12,93    | Antoni Cejzik Polonia Warszawa                                                          | 12,85    | Leon Urbaniak Warta Poznań                                                                | 12,06    |
| Pchnięcie kulą oburącz     | Zygmunt Heljasz Warta Poznań                                                        | 22,12    | Leon Urbaniak Warta Poznań                                                              | 21,98    | Bolesław Sass Varsovia                                                                    | 20,34    |
| Rzut dyskiem               | Antoni Cejzik Polonia Warszawa                                                      | 37,69    | Zygmunt Heljasz Warta Poznań                                                            | 37,58    | Leon Urbaniak Warta Poznań                                                                | 36,16    |
| Rzut dyskiem oburącz       | Zygmunt Heljasz Warta Poznań                                                        | 65,28    | Leon Urbaniak Warta Poznań                                                              | 65,26    | Bolesław Sass Varsovia                                                                    | 62,48    |
| Rzut młotem                | Antoni Cejzik Polonia Warszawa                                                      | 32,44    | Zygmunt Heljasz Warta Poznań                                                            | 29,17    | Leon Urbaniak Warta Poznań                                                                | 26,68    |
| Rzut oszczepem             | Stanisław Buchała Cracovia                                                          | 54,03    | Władysław Dobrowolski AZS Warszawa                                                      | 52,06    | Leon Urbaniak Warta Poznań                                                                | 50,92    |
| Rzut oszczepem oburącz     | Józef Bobiński ŁKS Łódź                                                             | 87,23    | Stanisław Buchała Cracovia                                                              | 87,10    | Leon Urbaniak Warta Poznań                                                                | 84,79    |

### Kobiety
| Konkurencja:              | 1. miejsce                                                                                     | Rezultat | 2. miejsce                                                                | Rezultat | 3. miejsce                           | Rezultat |
| Bieg na 60 m              | Alina Hulanicka Grażyna Warszawa                                                               | 8,4      | Helena Woynarowska AZS Warszawa                                           |          | Janina Grabicka Grażyna Warszawa     |          |
| Bieg na 100 m             | Alina Hulanicka Grażyna Warszawa                                                               | 13,6     | Helena Woynarowska AZS Warszawa                                           |          | Jadwiga Rokosz Warszawianka          |          |
| Bieg na 200 m             | Otylia Tabacka KKS Katowice                                                                    | 28,0     | Jadwiga Rokosz Warszawianka                                               |          | Helena Woynarowska AZS Warszawa      |          |
| Bieg na 800 m             | Gertruda Kilos Roździeń Szopienice                                                             | 2:31,6   | Otylia Tabacka KKS Katowice                                               | o 5 m    | Leokadia Wieczorkiewicz AZS Warszawa |          |
| Bieg na 80 m przez płotki | Maryla Freiwald Makabi Kraków                                                                  | 14,8     | Felicja Schabińska Legia Warszawa                                         | 14,8     | Irena Musielewska Warta Poznań       |          |
| Sztafeta 4 × 100 m        | AZS Warszawa Helena Aleksandrowicz Stefania Chrupczałowska Halina Konopacka Helena Woynarowska | 54,4     | Roździeń Szopienice Elżbieta Białas A. Kanjuda Helena Rakoczy Anna Breuer | 54,8     | Sokół-Grażyna Warszawa               |          |
| Sztafeta 4 × 200 m        | Roździeń Szopienice Elżbieta Białas Helena Rakoczy Gertruda Kilos Anna Breuer                  | 1:58,6   | Cracovia                                                                  | 2:01,0   | Legia Warszawa                       | 2:01,0   |
| Skok wzwyż                | Halina Konopacka AZS Warszawa                                                                  | 1,395    | Wiera Czajkowska Legia Warszawa                                           | 1,34     | Helena Mazur Cracovia                | 1,34     |
| Skok w dal                | Anna Breuer Roździeń Szopienice                                                                | 4,815    | Elżbieta Czaja SKLA Katowice                                              | 4,695    | Alina Hulanicka Grażyna Warszawa     | 4,67     |
| Skok w dal z miejsca      | Elżbieta Czaja SKLA Katowice                                                                   | 2,385    | Alina Hulanicka Grażyna Warszawa                                          | 2,315    | Maria Lange AZS Poznań               | 2,19     |
| Pchnięcie kulą            | Halina Konopacka AZS Warszawa                                                                  | 10,39    | Irena Jaśnikowska Cracovia                                                | 10,18    | Sonia Lewin Makabi Wilno             | 9,77     |
| Pchnięcie kulą oburącz    | Halina Konopacka AZS Warszawa                                                                  | 18,80    | Irena Jaśnikowska Cracovia                                                | 16,82    | Sonia Lewin Makabi Wilno             | 15,77    |
| Rzut dyskiem              | Halina Konopacka AZS Warszawa                                                                  | 37,24    | Irena Jaśnikowska Cracovia                                                | 31,91    | Halina Kotowska AZS Warszawa         | 31,82    |
| Rzut dyskiem oburącz      | Halina Konopacka AZS Warszawa                                                                  | 66,485   | Genowefa Kobielska Polonia Warszawa                                       | 58,995   |                                      |          |
| Rzut oszczepem            | Maria Malinowska Cracovia                                                                      | 33,77    | Maria Lange AZS Poznań                                                    | 31,43    | Halina Konopacka AZS Warszawa        | 31,06    |
| Rzut oszczepem oburącz    | Maria Malinowska Cracovia                                                                      | 54,56    | Maria Lange AZS Poznań                                                    | 53,23    | Halina Konopacka AZS Warszawa        | 49,19    |

## Pięciobój
Mistrzostwa w pięcioboju mężczyzn odbyły się 23 września we Lwowie, a mistrzostwa kobiet w tej konkurencji 30 września w Bydgoszczy.

### Mężczyźni
| Konkurencja: | 1. miejsce                     | Rezultat      | 2. miejsce                      | Rezultat       | 3. miejsce               | Rezultat      |
| Pięciobój    | Antoni Cejzik Polonia Warszawa | 3613,17w pkt. | Wacław Rusecki Polonia Warszawa | 3029,925w pkt. | Mieczysław Cena AZS Lwów | 2958,17w pkt. |

### Kobiety
| Konkurencja: | 1. miejsce                    | Rezultat     | 2. miejsce                       | Rezultat     | 3. miejsce                       | Rezultat     |
| Pięciobój    | Halina Konopacka AZS Warszawa | 4066,07 pkt. | Alina Hulanicka Grażyna Warszawa | 3199,62 pkt. | Janina Grabicka Grażyna Warszawa | 3183,40 pkt. |

## Dziesięciobój
Mistrzostwa w dziesięcioboju mężczyzn odbyły się 29 i 30 września w Wilnie.
| Konkurencja:  | 1. miejsce                     | Rezultat      | 2. miejsce                 | Rezultat       | 3. miejsce                          | Rezultat      |
| Dziesięciobój | Antoni Cejzik Polonia Warszawa | 6621,33w pkt. | Jan Wieczorek 3 psap Wilno | 6175,875w pkt. | Wincenty Fryszczyn Polonia Warszawa | 5599,02w pkt. |

## Maraton
Mistrzostwa Polski w biegu maratońskim mężczyzn zostały rozegrane 30 września w Bydgoszczy.
| Konkurencja: | 1. miejsce                        | Rezultat  | 2. miejsce                        | Rezultat  | 3. miejsce                     | Rezultat  |
| Maraton      | Franciszek Buczyński Warszawianka | 3:09:04,0 | Bronisław Nowakowski Warta Poznań | 3:13:04,0 | Szymon Idrjan Polonia Warszawa | 3:15:56,0 |

## Bieg przełajowy
6. mistrzostwa w biegu przełajowym mężczyzn zostały rozegrane 21 października w Lublinie. Trasa wyniosła 9 kilometrów. Pierwsze mistrzostwa kobiet w biegu przełajowym odbyły się 14 października w Królewskiej Hucie, na dystansie 1,2 km.

### Mężczyźni
| Konkurencja:           | 1. miejsce                     | Rezultat | 2. miejsce                   | Rezultat | 3. miejsce                 | Rezultat |
| Bieg przełajowy (9 km) | Janusz Kusociński Warszawianka | 27:48,2  | Marian Sarnacki Warszawianka | 27:49,0  | Zdzisław Motyka AZS Kraków | 28:50,4  |

### Kobiety
| Konkurencja:             | 1. miejsce                  | Rezultat | 2. miejsce                      | Rezultat | 3. miejsce                     | Rezultat |
| Bieg przełajowy (1,2 km) | Otylia Tabacka KKS Katowice | 4:36,6   | Janina Fischer-Sawczak Cracovia | o 20 m   | Leokadia Perono KS 06 Katowice |          |

## Bieg na 3000 m z przeszkodami
Mistrzostwa Polski w biegu na 3000 metrów z przeszkodami mężczyzn zostały rozegrane 1 listopada w Warszawie.
| Konkurencja:                  | 1. miejsce                   | Rezultat | 2. miejsce                      | Rezultat | 3. miejsce                      | Rezultat |
| Bieg na 3000 m z przeszkodami | Marian Sarnacki Warszawianka | 10:44,2  | Stefan Kostrzewski AZS Warszawa | o 80 m   | Witold Gedgowd Polonia Warszawa |          |